# Canal Rural X
O Canal Rural X foi uma emissora de televisão brasileira com sede em São Paulo, SP criado pela J&F Investimentos e com afiliação ao Canal Rural, canal que produz parte de seu conteúdo. Apresenta uma programação voltada à educação, reexibição de clássicos do acervo do Canal Rural e a novos modelos de conteúdo. Traz uma robusta programação voltada à qualificação e atualização de produtores e trabalhadores rurais: o Canal do Produtor. Uma parceria com a Confederação da Agricultura e Pecuária do Brasil (CNA) e o Serviço Nacional de Aprendizagem Rural (SENAR).

## História
O Canal Rural X foi lançado em 22 de junho de 2016, com sede em São Paulo e estúdios em Brasília (DF) no Palácio da Agricultura. Para as operações da nova emissora, foi montada uma estrutura completa dentro do Palácio na capital federal. Nele funciona um estúdio onde trabalham as equipes técnicas, de programação e produção. O conteúdo produzido pela equipe viaja por fibra óptica até a capital paulista, de onde é retransmitido via satélite para todo o Brasil em qualidade digital. Disponível em sinal aberto no satélite StarOne C2  para usuários de antenas parabólicas. O novo canal pode ser assistido pela web, no site do Canal Rural. O canal foi extinto em 2017.

## Programação
De segunda a sexta-feira, das 6h às 12h, traz uma programação voltada à qualificação e atualização de produtores e trabalhadores rurais. A partir do meio-dia, exibe seleção de conteúdo dos últimos anos de Canal Rural, além de servir como uma nova janela para eventos do agronegócio.